# Nerea Kortajarena
Nerea Kortajarena Ibañez (Donostia, 1974) és una treballadora social i política guipuscoana.
És diplomada en treball social i educació social. Posteriorment es va continuar formant en temes de bioètica en intervenció social. Des de la dècada del 2010 és directora de reinserció a la Fundació Social Emaús. És diputada d'EH Bildu al Parlament Basc des de les eleccions al Parlament basc de 2016.
És membre i agent de diverses associacions que treballen en l'àmbit de la pobresa i l'exclusió social: A l'Ajuntament de Donostia és membre del Consell Social com a representant del Comitè Assessor d'Acció Social. També és membre del grup creat al voltant de Right Democracy, i a SARGI ha sigut vicepresidenta de l'Associació d'Organitzacions d'intervenció social. També és membre del grup Està a les nostres mans.

## Publicacions
- 2016: Galiziako Gizarte Langileen elkarteko praktika onen saria.